# بطنت
بطنت أو بيتونتو (بالإيطالية: Bitonto)‏ مدينة جنوب إيطاليا في مقاطعة باري ضمن إقليم بولية ، تبعد 10 كم غرب باري ، سكانها حوالي 56.420 نسمة .

## السكان
في سنة 1861 بلغ عدد السكان 22٬861 نسمة، وتطور العدد ليصل في سنة 2011 لـ 56٬258 نسمة.
يظهر هذا المخطط البياني تطور النمو السكاني لـ بطنت

## توأمة
لبطنت اتفاقيات توأمة مع:
- بانيا لوكا (2008 - )

## أعلام
- انتونيو بيلافيستا
- أنتونيو بالزانو
- باسيل ميزاردونايتس